# Chugay
Chugay es una localidad peruana capital del Distrito de Chugay de la Provincia de Sánchez Carrión en la Departamento de La Libertad. Se ubica aproximadamente a unos 227 kilómetros al este de la ciudad de Trujillo.